# 아동 문학

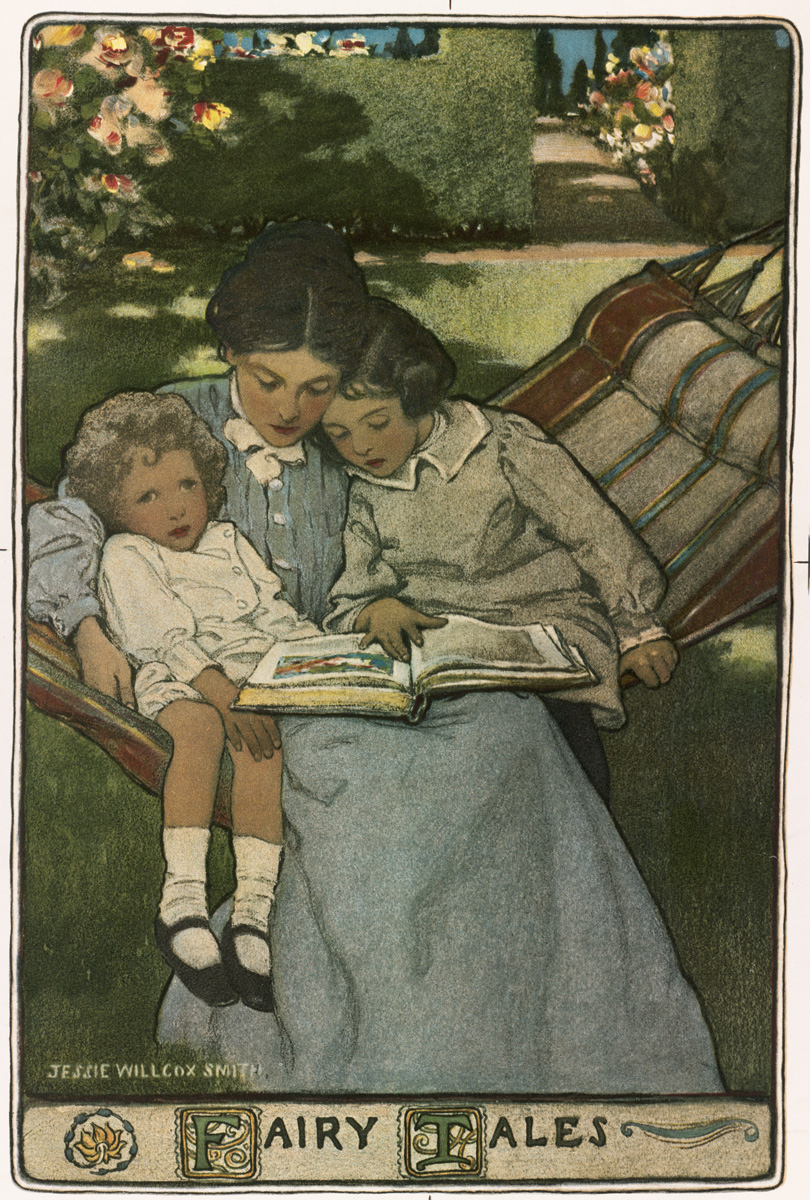
한 어머니가 19세기 중후반에 쓰여진 동화책의 표지 삽화에서 아이들에게 읽어준다.

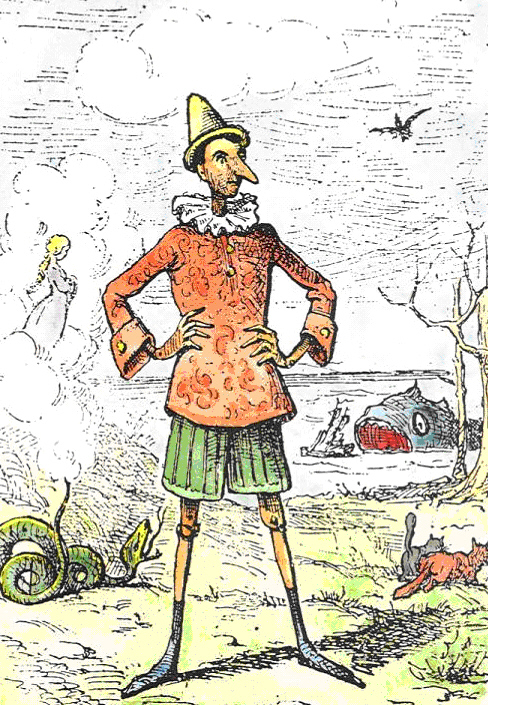
《피노키오의 모험》(1883년)은 아동 문학의 표준 작품으로, 지금까지 출판된 베스트셀러 목록 중 하나이다.

아동문학(兒童文學, Children's literature)은 어린이를 대상으로 하여 창작한 문학, 동요, 동시, 동화로, 어린이의 흥미를 불러일으키거나 교훈적인 내용을 소재로 하며, 대체로 평이한 문장에 그림이 곁들여진다.

## 역사
고대 그리스의 이솝 우화나 탈무드, 아라비안 나이트는 아동문학으로서 창작되지는 않았지만 현대에서 어린이들에게 읽혀지고 있으며, 17세기에 들어서 순수하게 어린이를 위한 문학이 등장하였고, 19세기에 들어서 문학의 하나로서 자리잡았다.

## 한국의 아동문학
《삼국유사》에는 백제 무왕이 아이들에게 부르게 했다는 〈서동요〉가 등장한다. 근·현대 이전에는 어린이들을 위해 출간된 문학작품은 없었으나, 각 지방에는 어린이들에게 들려주는 전래 동화가 전해졌다. 개화기와 일제강점기에는 이광수, 최남선 등 어린이를 위한 시나 소설을 창작하는 이들이 등장하였고, 1923년에는 방정환을 중심으로 《어린이》 잡지가 창간되었으나, 일제의 조선어말살정책으로 오래 지속되지 못하였다. 일제의 패망과 광복에 뒤이은 한국 전쟁 또한 아동문학 성장에 좋은 조건이 되지 못했다.

## 종류
- 동화
- 동시